# Североевропейская ограждающая дамба
Northern European Enclosure Dam (NEED, дословно: Североевропейская ограждающая дамба) — предлагаемая концепция мегапроекта гидротехнического сооружения для защиты побережья Северного и Балтийского морей от повышения уровня мирового океана путём строительства двух морских дамб:
- Южной (NEED-South)  длиной 161 км, преграждающей Ла-Манш и соединяющей Францию с Великобританией;
- Северной (NEED-North) длиной 476 км, преграждающей Северное море и соединяющей Шотландию с Норвегией через Оркнейские и Шетландские острова.

По данным на 2020 год, средняя глобальная температура уже повысилась примерно на 1°C по сравнению с доиндустриальным периодом. При существующих тенденциях к 2100 году ожидается дальнейшее повышение на 2,6-3,1°C. Это неизбежно приведёт к значительному подъёму уровня моря, который к 2100 году составит 1-2 метра, а к 2500 году, по наиболее пессимистичным прогнозам, может достичь 10 метров
Реализация проекта позволила бы защитить от затопления более 25 миллионов жителей прибрежных районов пятнадцати европейских стран при подъёме уровня моря на 2 метра. В случае повышения уровня на 15 метров число защищаемого населения может возрасти до 55 миллионов человек. Предварительная стоимость строительства оценивается в диапазоне от 250 до 550 миллиардов евро.
Проект был представлен в феврале 2020 году учёными-океанографами Шурдом Грускампом (Sjoerd Groeskamp) из Королевского нидерландского института морских исследований и Йоахимом Чельссоном (Joakim Kjellsson) из Кильского центра океанологических исследований имени Гельмгольца.
По замыслу авторов, проект наглядно показывает значимость проблемы глобального потепления, а также потенциальную стоимость будущей борьбы с ликвидацией последствий, если не остановить рост температур и уровня океана. Таким образом, проект является скорее предупреждением человечеству о необходимости немедленных действий по предотвращению климатических изменений, нежели предпочтительным инженерным решением, которое следовало бы реализовать.

## Предпосылки
Согласно прогнозам Межправительственной группы экспертов по изменению климата (IPCC), даже при выполнении условий Парижского соглашения уровень моря поднимется на 30-60 см к 2100 году. При сохранении текущих тенденций общемировой рост может составить 84 см к 2100 году и достигнуть 5,4 метров к 2300 году.
Угроза повышения уровня моря особенно значима для Нидерландов, треть территории которых расположена ниже уровня моря. В ответ на это правительство страны в прошлом году создало специальный комитет для отслеживания ситуации и разработки вариантов действий. Правительство страны предупреждает, что, хотя существующие барьеры смогут защищать страну до примерно 2050 года, усиление этих систем может занять много времени: последние 30 лет защитные сооружения строились с учетом повышения уровня моря только на 40 см.

## История
Нидерланды имеют многовековой опыт защиты от моря с помощью дамб. Построенная в 1933 году 32-километровая дамба Афслёйтдейк отделила залив Зёйдерзе от Северного моря, превратив его в пресноводное озеро Эйсселмер. Этот проект стал частью масштабных гидротехнических работ Зёйдерзе и Дельта, шедевров гидротехнического строительства.
Первоначальную идею перекрытия Северного моря гигантской дамбой озвучил именно создатель проекта защитных конструкций Дельта, нидерландский инженер Йохан ван Вен.
В июле 2020 года концепция получила развитие в исследовании Грускампа и Чельссона, опубликованном в научном журнале Bulletin of the American Meteorological Society.
По состоянию на 2020 год проект остаётся мысленным экспериментом, призванным повысить осведомленность людей о реальном масштабе проблемы изменения климата и повышения уровня океана, а также продемонстрировать, что инженерные решения для исправления последствий изменения климата могут оказаться слишком радикальными для реализации. Авторы проекта описывают его цель как «скорее предупреждение, чем решение».

Мы надеемся, что само предложение NEED в качестве решения (…) может запустить мыслительный процесс, который повысит общественную осведомленность об угрозе, которую представляет повышение уровня моря, возможно, открывая путь для действий глобального масштаба по устранению долгосрочных угроз, связанных с изменением климата.
Оригинальный текст (англ.)We hope that the mere suggestion of NEED as a solution (…) may instigate a thought process that sparks public awareness of the threat that SLR poses, possibly clearing a path for global-scale action to address long-term climate change-related threats.

## Технические характеристики

### Сроки реализации
По оценке авторов проекта, строительство комплекса дамб может занять от 50 до 100 лет.

### Южная дамба
Южный участок (NEED-South) предполагает соединение побережья Франции в районе Бреста (в 25 км к северу) с полуостровом Лизард в Англии, расположенным примерно в 100 км к западу от Плимута. При длине 161 км средняя глубина моря в месте строительства составляет 85 метров, достигая максимума в 102 метра.

### Северная дамба
Северная часть проекта (NEED-North) включает три основных сегмента общей протяжённостью 476 км. Первый участок длиной 145 км соединяет север Шотландии (в 200 км севернее Абердина) с Оркнейскими островами. Второй проходит через Оркнейские острова к острову Носс в Шетландском архипелаге. Третий и самый сложный участок длиной 331 км пересекает Северное море от острова Носс до Бергена в Норвегии. На этом участке средняя глубина достигает 127 метров, а в районе Норвежской траншеи возрастает до 321 метра.

### Портовая инфраструктура
Для обеспечения работы крупнейших торговых портов Европы, расположенных в огороженной акватории (Роттердам, Антверпен, Гамбург, Бремерхафен), проект предполагает два возможных решения: установку шлюзовых ворот для пропуска судов или строительство новых портовых сооружений на внешней стороне дамбы. 
Авторы проекта утверждают, что технологии строительства крупных шлюзовых ворот уже используются в Нидерландах и Бельгии.

### Система откачки воды
Проект предусматривает создание комплекса насосных станций для откачки пресной воды, поступающей в огороженный бассейн из впадающих рек. Расчётный объём откачки составляет около 40 000 кубических метров в секунду. При отсутствии откачки уровень воды в бассейне будет повышаться на 0,9 метра ежегодно, что, по оценке авторов проекта, потребует установки примерно 100 мощных насосных станций.

## Экономические аспекты
По предварительным оценкам исследователей, затраты на строительство дамб для предотвращения негативного воздействия от повышения уровня моря могут составить от 250 до 550 миллиардов евро. При распределении расходов на 20-летний период между всеми защищаемыми странами ежегодные затраты составят от 0,07 % до 0,16 % их совокупного ВВП. Даже если финансирование будет осуществляться только пятью наиболее заинтересованными государствами (Великобритания, Нидерланды, Германия, Бельгия и Дания), их ежегодные расходы не превысят 0,32 % суммарного ВВП.
Эксперты отмечают, что готовность стран участвовать в финансировании проекта может существенно различаться. Нидерланды, как наиболее уязвимая страна, вероятно, проявят наибольшую заинтересованность, в то время как другие государства могут быть менее склонны к участию в столь масштабных инвестициях.
Кроме того, согласно расчётам, для возведения всего комплекса дамб потребуется около 51 миллиарда тонн песка — объём, равный годовому мировому потреблению этого материала.

## Экологические последствия
Реализация проекта неизбежно приведёт к масштабным изменениям экосистемы:
- Исчезновение приливов в огороженной акватории.
- Постепенное опреснение Северного и Балтийского морей (снижение солёности в 10 раз в течение века) и превращение их в пресноводное озеро.
- Нарушение естественной циркуляции питательных веществ.
- Коренное изменение условий для морской фауны и флоры.
- Увеличение амплитуды приливов на 0,7 метра вдоль побережья Уэльса и юго-западной Англии.

## Критика
Проект вызвал ряд серьёзных возражений экспертов:
- Технологическая сложность строительства, особенно в зоне Норвежской траншеи, с глубинами около 300 метров.
- Риск необратимых изменений морской экосистемы.
- Стратегическая уязвимость плотины и всего региона: разрушение дамбы, в результате взрыва, техногенной или природной катастрофы, может привести к катастрофическому затоплению прибрежных территорий.
- Необходимость масштабной перестройки портовой инфраструктуры и реорганизации работы крупнейших европейских портов (Роттердам, Антверпен, Гамбург, Бремерхафен).
- Сложность достижения межгосударственных договорённостей по финансированию.
- Вероятность превышения сметы. По некоторым оценкам, она может вырасти с расчётных 250 до 550 миллиардов евро до 1 триллиона евро.

## Возможность реализации
В случае реализации NEED станет крупнейшим гидротехническим сооружением в мире. Для сравнения, самая длинная существующая морская дамба — Сэмангым в Южной Корее — имеет длину 33,9 километра, высоту 36 метров (в среднем) и ширину 290 метров. Построенная в Нидерландах дамба Афслёйтдейк имеет длину 32 км, высоту около 11 метров и ширину 90 метров.
При этом авторы проекта отмечают, что хотя размеры NEED значительно превышают существующие дамбы, технически строительство возможно: нефтяные платформы уже устанавливаются на глубинах более 500 метров, что существенно превышает максимальную глубину в 321 метр в районе Норвежской траншеи.
По оценке морского биолога Яна Сейса (Jan Seys) из Морского института Фландрии, проект технически осуществим, хотя и относится к категории «смелых идей». Он отметил, что такие масштабные инженерные решения характерны для нидерландского подхода к защите от моря.
Ханна Клок (Hannah Cloke), профессор гидрологии Университета Рединга, отмечает, что человечество уже реализовывало значительные проекты по изменению ландшафта, и Нидерланды являются хорошим тому примером. Она проводит параллель с барьером Темзы, который в 1940-х годах мог казаться столь же нереалистичным проектом. Впрочем, она также отмечает, что строительство дамбы может быть не лучшим использованием средств. По её мнению, следует рассмотреть альтернативные способы защиты населения от наводнений, а также сосредоточиться на предотвращении дальнейшего ухудшения климатической ситуации.
Сами авторы проекта подчёркивают, что, даже успешное строительство такой дамбы не решает первопричину проблемы — изменение климата. NEED задуман как наглядная демонстрация того, насколько радикальные меры могут потребоваться в будущем, если не предпринять срочных действий по снижению выбросов парниковых газов уже сейчас.

## Альтернативные предложения
Профессор Вим Эйтевал (Wim Uijttewaal) из Делфтского технического университета предложил менее радикальную концепцию частично открытой дамбы для снижения пиковых значений уровня моря между Шотландией и Норвегией. По его расчётам, такая конструкция могла бы снизить высоту приливов и штормовых нагонов более чем на метр без необходимости полного перекрытия Северного моря.